# Усманов, Рашид Генатулович
Раши́д Генату́лович Усма́нов — советский боксёр 1950-х годов, выступавший в наилегчайшей и легчайшей весовых категориях. Чемпион СССР.
Первый чемпион страны по боксу из Астрахани. В 1951 году, выступая в весе до 51 кг, Усманов занял 3-е место на всесоюзном первенстве, а спустя год завоевал золотую медаль, став сильнейшим боксёром СССР в весовой категории до 54 кг. Только травма помешала ему участвовать в боксёрском турнире на Олимпиаде в Хельсинки, который прошёл с 28 июля по 2 августа 1952 года. Также Усманов занимал 1-е место на чемпионатах РСФСР 1951, 1952, 1955 годов и был победителем первенства Советской Армии 1953 года. За спортивную карьеру провёл 113 боев, в 101 из которых вышел победителем.